# Centropages violaceus
Centropages violaceus är en kräftdjursart som först beskrevs av Claus 1863.  Centropages violaceus ingår i släktet Centropages och familjen Centropagidae. Inga underarter finns listade i Catalogue of Life.